# Lengaricë
Lengaricë är ett vattendrag i Albanien. Det ligger i den södra delen av landet, 140 km söder om huvudstaden Tirana.
I omgivningarna runt Lengaricë växer i huvudsak blandskog.  Runt Lengaricë är det ganska glesbefolkat, med 24 invånare per kvadratkilometer.